# L'Étoile
L'Étoile (en francès, L'estel) és una opéra bouffe en tres actes amb música d'Emmanuel Chabrier i llibret en francès d'Eugène Leterrier i Albert Vanloo.
Chabrier va conèixer als seus llibretistes a la casa d'un amic mutu, el pintor Gaston Hirsh, el 1875. Chabrier els va interpretar les primeres versions del romanç O petite étoile i el conjunt Le pal, est de tous els supplices... (en paraules de Verlaine Leterrier i Vanloo la van trobar massa tosca i apagada). Van estar conformes a col·laborar i Chabrier va emprendre la composició amb entusiasme. La història es fa ressò d'alguns dels personatges i situacions del Fisch-Ton-Kan de Chabrier.
L'Étoile es va estrenar el 28 de novembre de 1877 en el Théâtre des Bouffes-Parisiens d'Offenbach. En la seva temporada inicial l'orquestra modesta va quedar horroritzada amb la dificultat de la partitura de Chabrier, que era molt més sofisticada que qualsevol altra cosa que Offenbach havia escrit per al petit teatre del bulevard.

## Personatges
| Personatge                                                       | Tessitura        | Repartiment de l'estrena, 28 de novembre de 1877 (Director: Léon Roques) |
| ---------------------------------------------------------------- | ---------------- | ------------------------------------------------------------------------ |
| Ouf 1.er, rei dels 36 regnes                                     | tenor            | Daubray                                                                  |
| Xaloc, astròleg                                                  | baix             | Étienne Scipion                                                          |
| Príncep Hérisson de Porc-Epic, ambaixador de la cort de Mataquin | baríton          | Jolly                                                                    |
| Tapioca, secretari d'Hérisson                                    | tenor            | Jannin                                                                   |
| Lazuli                                                           | mezzosoprano     | Paola Marié                                                              |
| La princesa Laoula                                               | soprano          | Berthe Stuart                                                            |
| Aloès, esposa de Hérisson                                        | mezzosoprano     | Llueix                                                                   |
| Oasi, dama d'honor                                               | soprano          | Blot                                                                     |
| Asphodèle, Youca, Adza, Zinnia, Koukouli, dames d'honor          | sopranos, mezzos |                                                                          |
| Cap de policia                                                   | paper parlat     | Pescheux                                                                 |
| Cor: Poble, guàrdies, cortesans                                  |                  |                                                                          |